# 知々夫国造
知々夫国造（ちちぶのくにのみやつこ、ちちぶこくぞう）は、のちに武蔵国北西部となる地域（知々夫国）を支配した国造である。

## 概要

### 表記
- 知知夫国造
「知々夫」の「々」は繰り返し符号であるので、この記号を用いない場合の表記である。
- 秩父国造
のちの武蔵国秩父郡の名称による表記である。
- 武蔵秩父国造
『先代旧事本紀』の「天神本紀」における表記である。後述。

### 祖先
知々夫国造は一般的に八意思兼神の後裔とされる。
- 『先代旧事本紀』「天神本紀」によれば、八意思兼神（高皇産霊尊の子）の子の天表春命・天下春命兄弟のうちの天下春命が武蔵秩父国造等の祖であるという。
- 『先代旧事本紀』「国造本紀」によれば、崇神天皇の時代に八意思金命の10世孫の知知夫彦命（ちちぶひこ の みこと）が初代知々夫国造に任命されたという。
- 『高橋氏文』によれば、ともに磐鹿六獦命に従って景行天皇（第12代天皇）に料理を献上した天上腹と天下腹は知々夫国造の上祖であるという。

## 本拠
国造の本拠はのちの武蔵国秩父郡。なお秩父郡の郡衙の場所は不明であるが、秩父郡中村郷があったとされる現在の埼玉県秩父市中村町が有力な候補地であるという。
なお、「秩父」の名をもつ自治体としては秩父市がある。

### 支配領域
知々夫国造の支配領域は当時知々夫国と呼ばれていた地域（秩父神社（#氏神を参照）を中心とする秩父・児玉地域）である。知々夫国はのちの令制国の武蔵国の北西部をさし、現在の埼玉県秩父地方を中心とした地域のことであるといわれる。『埼玉県史. 第2巻 奈良平安時代』は恐らく「今日」（この本の出版年は1933年である）の秩父、児玉、比企、大里、北埼玉辺りは知々夫国の境域であったものと思われるとしている。『日本歴史地図　原始・古代編　下』は現在の秩父郡・児玉郡にあてている。
地名の語源については、秩父地方#語源を参照。
秩父が古くから開かれた土地であったことは、のちに同じ令制武蔵国の領域となる地域に設置された国造の中でも知々夫国造がほかの无邪志国造、胸刺国造に先んじて定められていることからも分かる。
知々夫国は无邪志国造の支配した无邪志国と合わさって7世紀に令制国の武蔵国となった。当初武蔵国は東山道に所属していたが、771年に東海道に移管された。

## 氏神
知々夫国造の氏神は、埼玉県秩父市（旧秩父郡）にあり武蔵国四宮の秩父神社（ちちぶじんじゃ、北緯35度59分51.37秒 東経139度5分2.86秒 / 北緯35.9976028度 東経139.0841278度）である。『先代旧事本紀』の「国造本紀」によれば、知知夫彦命は国造に任命され「大神を拝祠」したという。この「大神」は知知夫彦命の祖である八意思兼命をさすと考えられ、秩父神社ではこれをもって神社の創建としている。また現在は知知夫彦命自身も秩父神社の祭神となっているが、これは知知夫彦命の9世子孫である知知夫狭手男が允恭天皇年間（412年 - 453年）に合わせて祀ったためであるといわれる。
秩父神社の祭神は2018年（平成30年）現在も八意思兼命や知知夫彦命などである。

### 墓
- 国神塚古墳
知知夫彦命の墳墓であるとされている古墳。埼玉県秩父郡皆野町国神に「国神の大イチョウ （日本語）[注 2]」というイチョウの大樹があり、埼玉県の天然記念物に指定されている。これは知々父彦命の墓の脇に植えられた樹であるといわれており、かつてはその周辺にも数基の古墳が存在していたといわれている[6]。